# SER Caxias do Sul
Sociedade Esportiva e Recreativa Caxias do Sul, cunoscută în mod obișnuit ca și Caxias, este un club de fotbal din Brazilia, cu sediul în Caxias do Sul, oraș din statul Rio Grande do Sul. Echipa joacă în Série D, al patrulea nivel al ligii braziliene de fotbal, precum și în Gauchão Série A, nivelul superior al ligii de fotbal de stat Rio Grande do Sul.

## Istoria clubului
Caxias a fost fondată la 10 aprilie 1935, sub numele de Grêmio Esportivo Flamengo, care fusese o fuziune a altor două echipe (Ruy Barbosa și Rio Branco). Cu toate acestea, clubul, precum și Juventude au încetat din cauza unei crize financiare din anii 1960. Ambele echipe au fuzionat în Associação Caxias de Futebol la 14 decembrie 1971. Juventude s-a restabilit în 1975, iar Grêmio Esportivo Flamengo a adoptat numele de Sociedade Esportiva e Recreativa Caxias do Sul. În 1972, Associação Caxias de Futebol și Grêmio au jucat primul lor meci transmis la televizor color în Brazilia. Meciul s-a terminat cu 0-0. Cea mai mare performanță a clubului a fost titlul Campeonato Gaúcho din 2000.